# Cooping

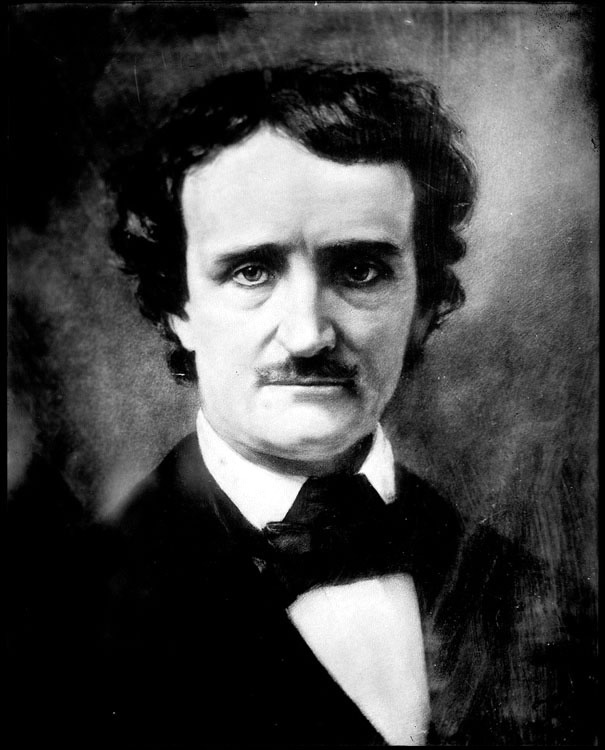
È stata avanzata l'ipotesi che lo scrittore statunitense Edgar Allan Poe sia morto dopo aver subito un tentativo di cooping.

Il cooping (dall'inglese to coop «mettere nella stia», «rinchiudere», da cui anche il significato di «forzare un elettore» o «costringere al voto») è la pratica fraudolenta di costringere in maniera coercitiva i partecipanti a una votazione ad esprimere il proprio voto, anche più volte, per un particolare candidato.
Esempi di cooping sono documentati nelle prime elezioni politiche a suffragio universale nel XIX secolo.
Generalmente chi subiva il cooping veniva segregato in una stanza chiamata coop (propriamente, «stia», «pollaio») e gli venivano somministrate droghe e alcolici per piegare la sua volontà. Nel caso i malcapitati si fossero rifiutati potevano subire percosse e sevizie. Spesso venivano anche cambiati i vestiti (indossate parrucche e baffi finti) per permettere loro di votare più volte.

## Cause di morte dello scrittore Edgar Allan Poe
Lo scrittore Edgar Allan Poe ebbe una morte misteriosa (7 ottobre 1849) e secondo alcune teorie fu vittima di un caso di cooping. Lo scrittore venne infatti trovato riverso in strada, con addosso vestiti non suoi, a Baltimora, Maryland, durante le elezioni politiche. Occorre però sottolineare che questa è solo una delle tante teorie proposte per spiegare la misteriosa morte dello scrittore, ed è anche quella raccontata nel film The Death of Poe. Le altre cause proposte, più verosimili, sono state la rabbia, l'alcolismo e l'epilessia. Ad infittire il mistero ha contribuito anche la scomparsa della documentazione ospedaliera e del certificato di morte.

## Cooping nel cinema
Nel film Gangs of New York, del 2002 diretto da Martin Scorsese, viene raccontata una scena di cooping.